# Pete Peeters
Peter H. Peeters (* 1. August 1957 in Edmonton, Alberta) ist ein ehemaliger kanadischer Eishockeytorwart, der von 1978 bis 1991 für die Philadelphia Flyers, Boston Bruins und Washington Capitals in der National Hockey League spielte.

## Karriere
Als Junior spielte er bei den Medicine Hat Tigers in der WCJHL, wo die Philadelphia Flyers auf ihn aufmerksam wurden und ihn beim NHL Amateur Draft 1977 in der achten Runde als 135. auswählten. Die Saison 1977/78 verbrachte er bei den Milwaukee Admirals in der IHL und den Maine Mariners AHL. Im Jahr darauf kam kurz vor Weihnachten der Ruf der Flyers, die ihn in die NHL holen wollten. Peters hatte die Feiertage mit der Familie verplant und lehnte ab. Die Verantwortlichen der Flyers konnten es kaum glauben, dass ein Spieler eine derartige Chance auslassen würde. Es kam zu heftigen Diskussionen. Schließlich wurde Peeters doch überzeugt und bestritt in der Saison 1978/79 seine ersten fünf Spiele in der NHL.
Ab der Saison 1979/80 hatte er seinen festen Platz in der NHL. Seinen Flyers blieben 35 Spiele in Folge ungeschlagen und das Team erreichte die Finals um den Stanley Cup. Dort unterlag man den New York Islanders mit 4:2. In den nächsten Jahren teilte er sich die Torwartposition mit Rick St. Croix und meist noch einem dritten Torwart. In der Saison 1981/82 war dies Pelle Lindbergh. Peeters war unglücklich über zu wenig Eiszeit und die im Tor gut besetzten Flyers suchten nach Verstärkung in der Verteidigung. Die fanden sie mit Brad McCrimmon bei den Boston Bruins, die auf der Suche nach einem starken Torwart waren.
Ab der Saison 1982/83 war er in Boston. Dort bekam er die Eiszeit' die er wollte und spielte eine hervorragende Saison. Er wurde mit der Vezina Trophy ausgezeichnet und blieb 31 Spiele in Folge ohne Niederlage. Damit verfehlte er den Rekord seines Trainers, Gerry Cheevers nur um ein Spiel. Diese Bestleistungen machten es jedoch schwer für ihn, sich weiter zu steigern. Er hielt sein gutes Niveau, doch der Glanz, den er nach Boston gebracht hatte, ging verloren. Im Tausch für Pat Riggin wechselte er im November 1985 zu den Washington Capitals. Besonders in der Saison 1987/88, als er die Liga mit einem Gegentorschnitt von 2,78 anführte, zeigte er noch einmal sein außergewöhnliches Können. 
Im Sommer 1989 kehrte er noch einmal zu den Philadelphia Flyers zurück, bei denen er 1991 seine Karriere beendete.

## Erfolge und Auszeichnungen
| - 1978 Calder-Cup-Gewinn mit den Maine Mariners - 1979 Calder-Cup-Gewinn mit den Maine Mariners - 1979 AHL Second All-Star Team - 1979 Harry „Hap“ Holmes Memorial Award (gemeinsam mit Robbie Moore) - 1983 Vezina Trophy - 1983 NHL First All-Star Team | - 1980 Teilnahme am NHL All-Star Game - 1981 Teilnahme am NHL All-Star Game - 1983 Teilnahme am NHL All-Star Game - 1984 Teilnahme am NHL All-Star Game - 1990 NHL-Spieler des Monats November |

### International
- 1984 Goldmedaille beim Canada Cup